# Heinz Baumann (Pfarrer)
Heinz Baumann (* 20. Oktober 1905 in Pforzheim; † nicht bekannt) war ein deutscher Pfarrer und Funktionär der NSDAP.

## Leben
Baumann trat bereits 1923 in den von Hermann Ehrhardt gegründeten rechtsradikalen Bund Wiking, die Nachfolgeorganisation der Organisation Consul, ein. Er wurde in dieser Zeit mehrfach durch Messerstiche verletzt und galt deshalb als ein „Blutzeuge der Bewegung“.
Nach dem Studium der evangelischen Theologie an den Hochschulen Heidelberg, Karlsruhe und Tübingen wurde er 1929 Vikar in Lörrach und übernahm dort die Leitung der NSDAP-Ortsgruppe. Im Dezember 1931 kam er als evangelischer Pfarrer nach Haslach i. K. und engagierte sich dort ebenfalls in der NSDAP-Ortsgruppe. Landesweit bekannt wurde er in dieser Zeit als NS-Gauredner. Von Mai 1933 bis zu einer schweren Erkrankung Anfang Januar 1934 war er als stellvertretender NSDAP-Kreisleiter mit der geschäftsführenden Kreisleitung in Wolfach beauftragt.
Nachdem sich Baumann von seiner Erkrankung erholt hatte, gab er im Januar 1934 seine Ämter als Pfarrer und Kreisleiter auf und übernahm in Freiburg eine Stelle bei der Zeitung Der Alemanne, dem Kampfblatt der Nationalsozialisten Oberbadens. Bereits einen Monat später kam er ins Staatsministerium für Propaganda und Volksaufklärung nach Karlsruhe und wurde im Juli 1934 stellvertretender Gauschulungsleiter und Leiter des Volksbildungswerks in Baden. Drei Monate später wurde er zum Nachfolger des Gauschulungsleiters August Kramer ernannt. Am 18. Oktober 1935 erhielt Baumann als Gauschulungsleiter von Reichsleiter Alfred Rosenberg den Auftrag, als Rosenbergs Vertreter im Gau Baden die „gesamte geistige und weltanschauliche Erziehung der NSDAP und ihrer Gliederungen und Verbände“ zu überwachen. Bis 1937 war er verantwortlich für die weltanschauliche und politische Erziehung der „Politischen Leiter“ und der Nachwuchskräfte in der NSDAP. Gemäß der von ihm im Dezember 1934 erlassenen "Bestimmungen für die Schulungsarbeit im Gau Baden" war das von ihm geleitete Gauschulungsamt für die gesamte weltanschauliche-politische Schulung aller Organisationen und Verbände, mit Ausnahme der HJ, SS und des FAD, im Gau Baden allein maßgebend und zuständig. Laut Anordnung des Reichsschulungsleiters war auch das gesamte Büchereiwesen der Aufsicht des Gauschulungsamts unterstellt.
Ab dem 1. Januar 1939 war Baumann Hauptschriftleiter der Zeitschrift „Der Deutsche Erzieher. Reichszeitung des Nationalsozialistischen Lehrerbundes. Ausgabe Gau Baden“.